# Amic de Paper
L'Amic de Paper o completament l'Associació Servei de Biblioteques Escolars L'Amic de Paper fou una associació sense ànim de lucre, creada l'any 1984 a Barcelona per bibliotecaris, mestres, pedagogs, psicòlegs i representants de la FaPaC per tal de promoure la lectura infantil i juvenil a l'àmbit escolar. El 1994 firmà juntament amb altres associacions, el Col·legi Oficial de Bibliotecaris-Documentalistes de Catalunya i sindicats, el Manifest per les biblioteques escolars, on denunciava la manca de recursos i planificació en aquestes biblioteques i es reclamaven diferents actuacions a l'Administració per tal de millorar la seva situació.
Oferia recursos i serveis als centres educatius a fi de millorar la situació de les biblioteques escolars, per tal d'aconseguir que aquestes siguin el centre de formació i informació que la comunitat educativa requereix. Tenia la seva seu a Barcelona al carrer Melcior de Palau, 140. L'associació va cessar la seva activitat el juny de 2008.

## Serveis
Entre els seus serveis destacaven:
1. Assessorament i formació per a biblioteques escolars: L'Amic de Paper oferia suport a docents i bibliotecaris amb formacions especialitzades per a la gestió i dinamització de les biblioteques escolars.
2. Projectes de foment de la lectura: Una de les seves prioritats era incentivar l'hàbit lector entre els alumnes. Ho feien mitjançant activitats com tallers, clubs de lectura, contacontes i iniciatives col·laboratives amb editorials per apropar novetats editorials infantils i juvenils a les escoles.
3. Recursos i materials educatius: Proporcionaven materials educatius, recomanacions de llibres i guies didàctiques adaptades a les diferents etapes escolars.
4. Suport tecnològic i digitalització:  A més dels serveis tradicionals, promovien la incorporació de noves tecnologies en les biblioteques escolars per facilitar la seva gestió i l'accés als materials digitals.
5. Promoció de la literatura infantil i juvenil: L'associació fomentava la lectura entre els més joves amb la publicació de revistes, guies i butlletins sobre les novetats literàries en el camp infantil i juvenil.

## Impacte i objectius
L'associació buscava pal·liar les mancances de personal qualificat en les biblioteques escolars i proporcionar recursos adequats que ajudessin a integrar la biblioteca com una eina fonamental dins del projecte educatiu de cada centre. Amb la seva tasca, L'Amic de Paper contribuïa a millorar l'accés a la cultura i el desenvolupament personal dels estudiants.